# Tilar Mazzeo
Tilar Mazzeo (1971) is een Amerikaans-Canadese cultuurhistorica en auteur van non-fictie-boeken. Van 2004 tot 2019 was Mazzeo Associate Professor of English aan Colby College in Maine. Sinds 2019 is zij Professeure Associée in het Département de Littératures et Langues du Monde aan de Universiteit van Montréal in Canada.
In 2016 publiceerde Mazzeo Irena's kinderen, het verhaal van de Poolse maatschappelijk werker Irena Sendler, wiens inspanningen de dood van duizenden Joodse kinderen tijdens de Tweede Wereldoorlog voorkwamen.